# Liste der geschützten Landschaftsbestandteile im Saalekreis
Die Liste der geschützten Landschaftsbestandteile im Saalekreis nennt die geschützten Landschaftsbestandteile im Saalekreis in Sachsen-Anhalt.

## Liste
| Bild           | Nr.        | Bezeichnung                            | Gemarkung      | Position                         | Beschreibung                                                          | Verordnung |
| -------------- | ---------- | -------------------------------------- | -------------- | -------------------------------- | --------------------------------------------------------------------- | ---------- |
|                | GLB0001SK_ | Weinbergholz                           | Beuchlitz      | 51° 26′ 48,1″ N, 11° 53′ 31,2″ O | 9,4 ha.                                                               | [ 2 ]      |
|                | GLB0032SK_ | Wiedersdorfer Busch und Umgebung       | Wiedersdorf    | 51° 28′ 3″ N, 12° 6′ 45,4″ O     | 29 ha.                                                                | [ 3 ]      |
| weitere Bilder | GLB0051SK_ | Lerchenhügel                           | Gimritz        | 51° 33′ 43,9″ N, 11° 53′ 3,8″ O  | 59 ha. Der Lerchenhügel ist ein Porphyrrücken bei Gimritz.            | 2006       |
|                | GLB0056SK_ | Pfeifengraswiese bei Günthersdorf      | Günthersdorf   | 51° 20′ 31,2″ N, 12° 10′ 30″ O   | 1 ha. Kleine Wiesenfläche im Ortsrandbereich. FFH-Gebiet 4639-303.    | 2013       |
|                | GLB0057SK_ | Schafhufe westlich Günthersdorf        | Günthersdorf   | 51° 20′ 34,4″ N, 12° 8′ 46″ O    | 2 ha. Kleine Wiesensenke in der Ackerlandschaft. FFH-Gebiet 4638-303. | 2013       |
|                | GLB0058SK_ | Engelwurzwiese östlich Bad Dürrenberg  | Bad Dürrenberg | 51° 17′ 14,6″ N, 12° 5′ 13,2″ O  |                                                                       | 2013       |
| weitere Bilder | GLB0059SK_ | Südufer und Inseln im Wallendorfer See | Wallendorf     | 51° 22′ 9,8″ N, 12° 3′ 53,3″ O   |                                                                       | 2018       |